# Čaková
Čaková (niem. Friedersdorf) – gmina w Czechach, w powiecie Bruntál, w kraju morawsko-śląskim. Według danych z dnia 1 stycznia 2012 liczyła 309 mieszkańców.

## Galeria

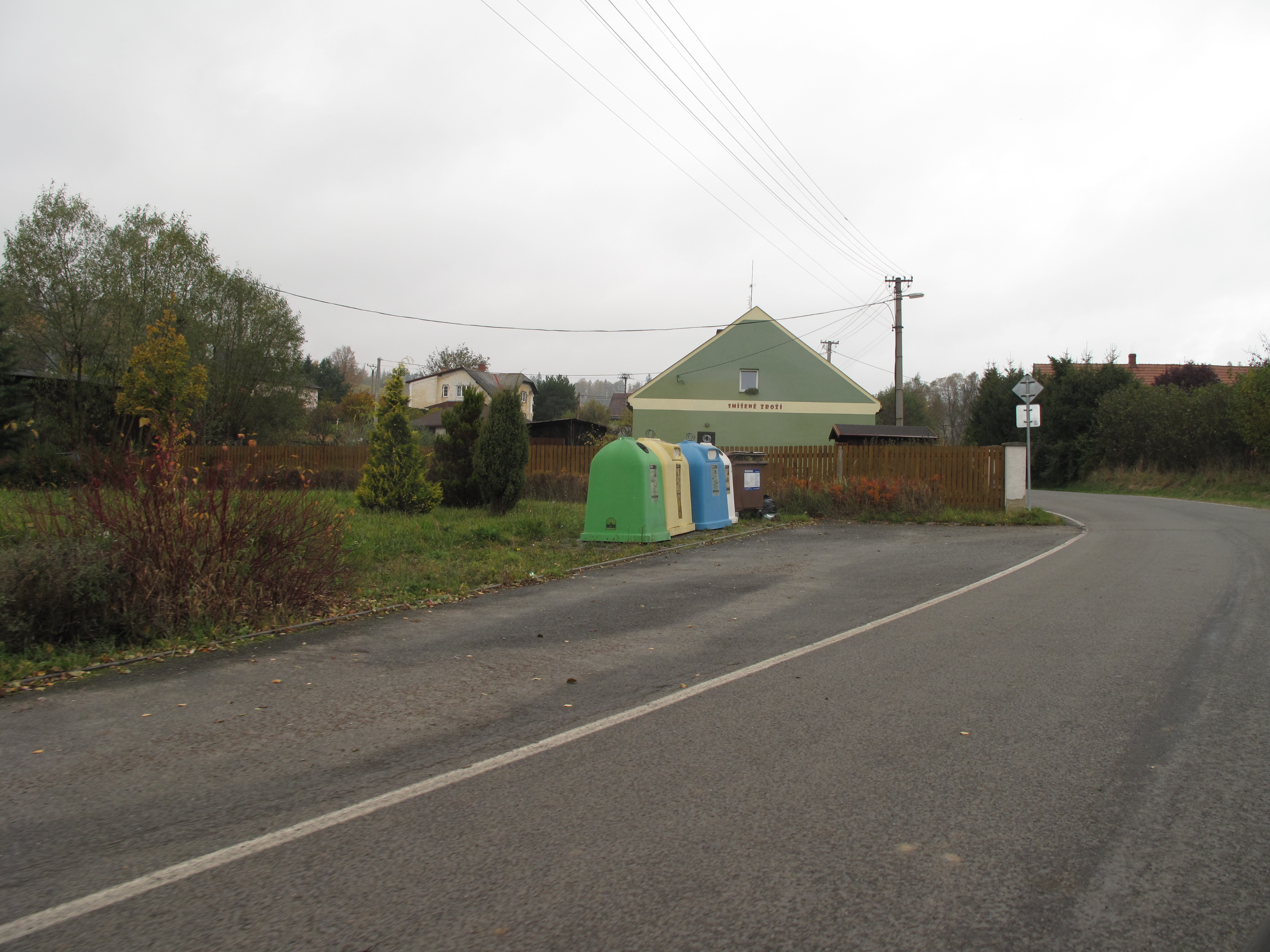
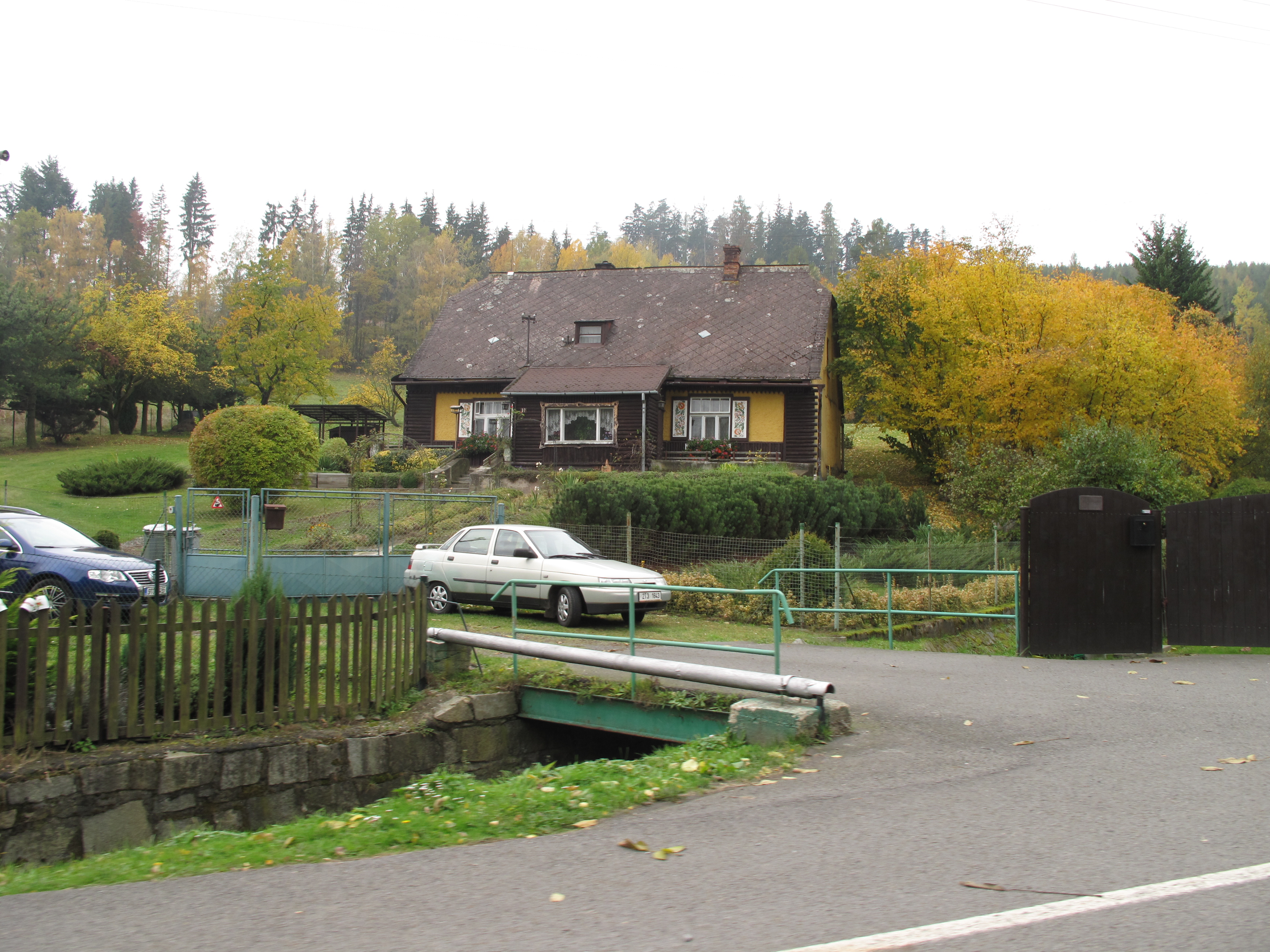
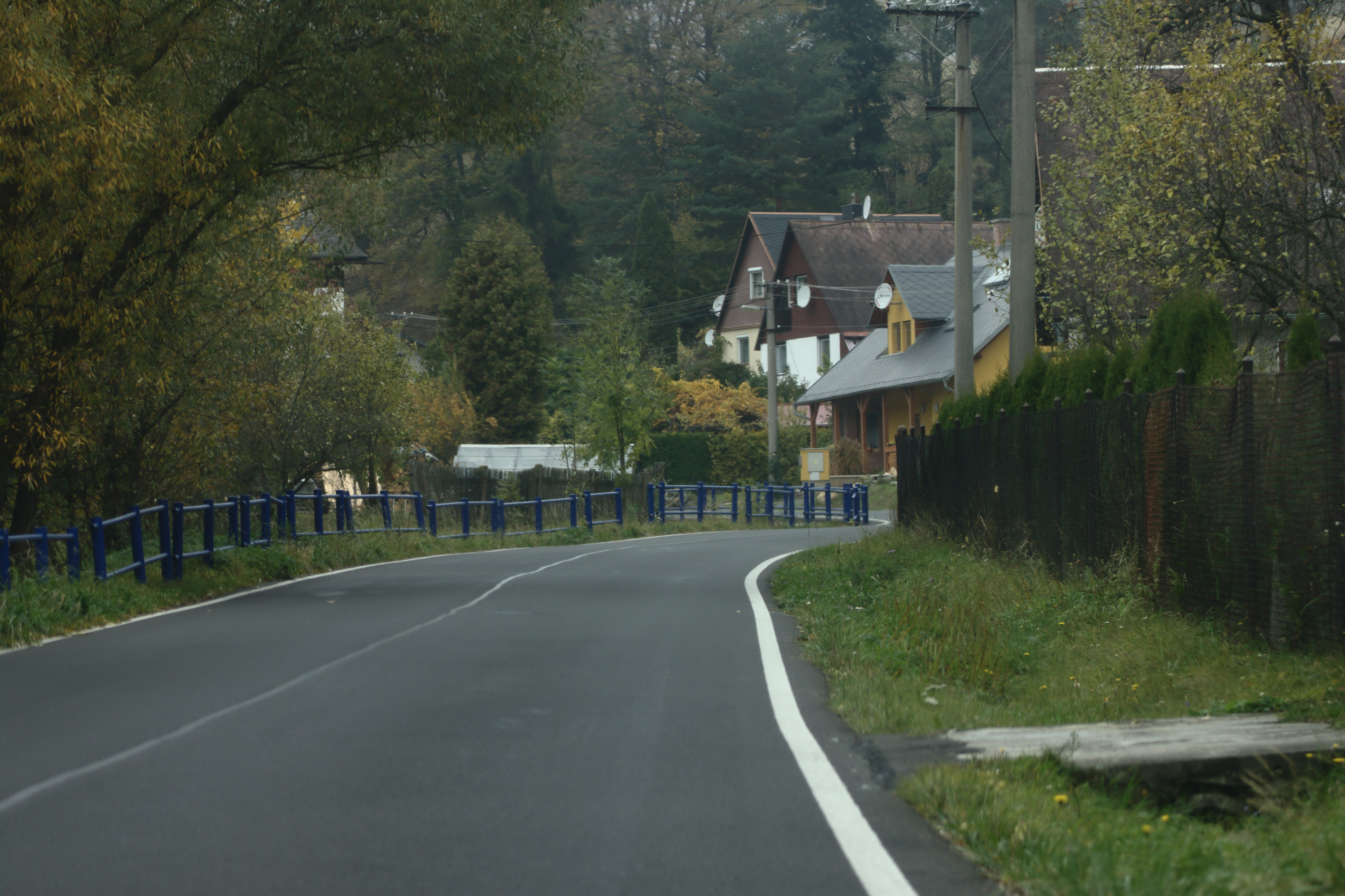